# Philodoria sciallactis
Philodoria sciallactis là một loài loài bướm thuộc họ Gracillariidae. Đây là loài đặc hữu của Oahu.
Ấu trùng ăn các loài Lipochaeta integrifolia. Có khả năng chúng ăn lá cây nơi chúng sống.